# Forma Viva
Forma Viva ist ein Bildhauersymposium, das seit 1961 regelmäßig an verschiedenen Orten in Slowenien stattfindet.

## Geschichte
Das Bildhauersymposium Forma Viva wurde 1961 auf Initiative der slowenischen Bildhauer Jakob Savinšek und Janez Lenassi initiiert, die Teilnehmer am Bildhauersymposion St. Margarethen waren, das erstmals 1959 in St. Margarethen im Burgenland im dortigen Römersteinbruch stattfand. 
Die ersten Forma Viva-Symposien fanden auf der Halbinsel Seča bei Portorož und Kostanjevica na Krki statt. Später nahmen weitere slowenische Orte teil. Entsprechend den natürlichen Ressourcen der einzelnen Standorte konzentrierte sich das Symposium ursprünglich in Kostanjevica na Krki auf die Bildhauerei aus Eichenholz, in Seča bei Portorož auf Stein, in Ravne na Koroškem auf Metall und in Maribor auf Beton. 
In den ersten Jahren wurden jedes Jahr Symposien organisiert. Heute findet die Veranstaltung alle zwei Jahre statt. 
Forma Viva ist eines der wenigen Symposien, das auf eine knapp 60 Jahre anhaltende Tradition zurückblicken kann und bis zum heutigen Tage (2023) stattfindet. In den verschiedenen Symposien sind in einem Zeitraum von etwa 60 Jahren zirka 300 Skulpturen entstanden.

## Veranstaltungen Auswahl

### Steinbildhauersymposien in Seča

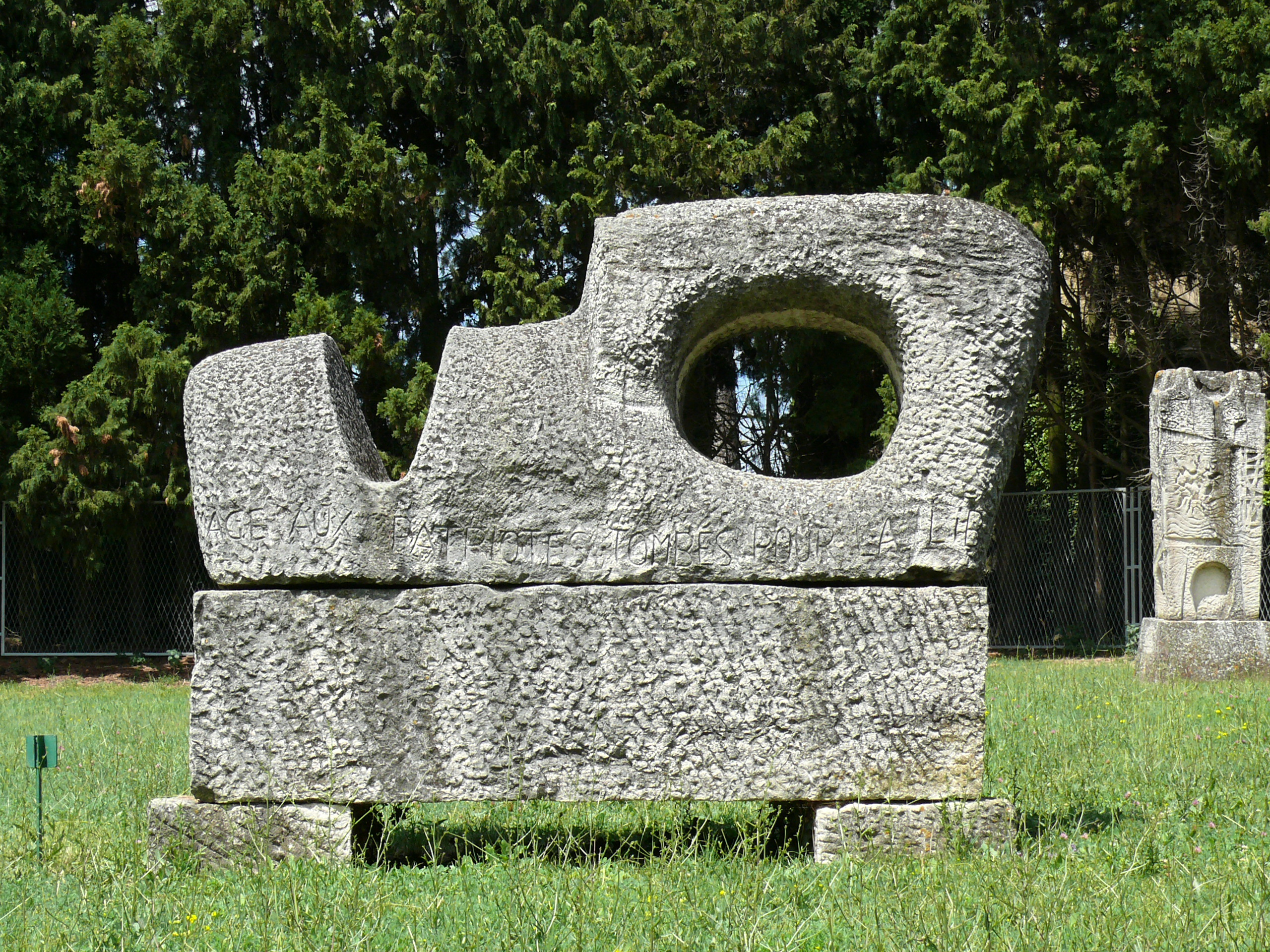
Hommage aux patriotes tombés pour la liberté der Forma Viva 1963 von Achiam

Im ersten Jahr der Forma Viva (1961) nahmen 22 internationale Teilnehmer Symposion Forma Viva in Istrien teil. Die Symposien in Seča finden seither zweijährlich in ununterbrochener Reihenfolge statt. An diesen Symposien haben bis zum heutigen Tage Bildhauer aus 30 Ländern teilgenommen und dabei mehr als 120 Steinskulpturen geschaffen. Die Symposien erfreuen sich mit bis zu 30.000 Besuchern regen Zuspruchs.
Der überwiegende Teil der Steinskulpturen befindet sich im Park der Halbinsel Seča (⊙) an der Adria und ein kleinerer Teil in den Parkanlagen von Koper, Izola und Piran. Die Steinskulpturen sind aus dem harten und beständigen hellen istrischen Karstmarmor hergestellt, einem lokalen Kalkstein. Der istrische Kalkstein wurde aufgrund seiner Beständigkeit u. a. für die im Wasser befindlichen historischen Fundamente Venedigs verwendet.
Die Teilnehmer des Symposiums im Jahre 2009 waren Li Zhao (China), Chris Peterson (Niederlande), Peter Roller (Slowakei) und Gorazd Poposki (Mazedonien; wohnt und arbeitet heute in New York). Ihre Skulpturen wurden in Strunjan und Portorož aufgestellt. Das Symposion von 2009 war dem Gründer der Symposionbewegung Karl Prantl gewidmet, der allerdings wegen Krankheit nicht anreisen konnte.

### Holzbildhauersymposien in Kostanjevica na Krki
Parallel zu den Steinbildhauersymposien in Seča werden ebenfalls seit 1961 Holzbildhauersymposien in Kostanjevica na Krki im Südosten Sloweniens veranstaltet. Diese Symposien fanden bis 1966 ebenfalls jährlich, danach zweijährlich statt (keine Ausrichtung 1988–1998). Viele der Skulpturen werden auf dem Grund des Klosters Kostanjewica (Fons Sanctae Mariae, Marienbrunn) und in der Umgebung ausgestellt. 

## Ausstellungsorte
- Kostanjevica na Krki[8]
- Ravne na Koroškem[9]
- Portorož, Piran[10][11]
- Makole[12]
- Maribor[13][14]
- Zreče[15]